# Giovanni Treccani
Giovanni Treccani degli Alfieri (Montichiari, 3 gennaio 1877 – Milano, 6 luglio 1961) è stato un imprenditore, editore e mecenate italiano.
Fu insieme a Giovanni Gentile il fondatore dell'Istituto dell'Enciclopedia Italiana, sorto il 18 febbraio 1925 a Roma, ed editore, dell'Enciclopedia Italiana di scienze, lettere ed arti e del Dizionario Biografico degli Italiani.

## Biografia
Figlio di un farmacista e di una nobile bresciana, Giovanni Treccani nacque a Montichiari nel 1877. All'età di 17 anni emigrò in Germania come semplice operaio tessile alla scuola di Krefeld. Qualche anno dopo tornò con un piccolo capitale e un bagaglio tecnologico che mise a frutto nell'industria tessile italiana, prima come piccolo imprenditore, poi come capitano d'industria.
Negli anni del primo dopoguerra fu presidente di un gran numero di cotonifici tra cui il "Cotonificio Rossi" di Schio (1909-1911), la "Società anonima manifattura tessuti Candidi" (1916), il "Cotonificio Valle Ticino" di Vittuone e di Turbigo, di cui fu anche direttore generale, e il Lanificio Rossi di Schio.
Nel 1919 elargì una cospicua somma all'Accademia dei Lincei e nel 1923 donò allo Stato italiano la Bibbia di Borso d'Este, un capolavoro della miniatura rinascimentale, che acquistò per 5 milioni di lire a Parigi per evitare che finisse oltreoceano. Il volume è oggi conservato alla Biblioteca estense di Modena.
Nel 1924 fu Senatore del Regno d'Italia e nel 1931 costituì la società Treves-Treccani-Tumminelli che divenne poi Istituto della Enciclopedia Italiana (R.D.L. 24 giugno 1933 n. 669) che curò la pubblicazione dell'omonima Enciclopedia. Dal 1925 al 1937 fu direttore della Sezione Industria dell'enciclopedia, e poi dal 1933 al 1938 vicepresidente; dal 1954 fu presidente onorario. Fu inoltre presidente del "Credito Commerciale" (1925-1935) e della Siemens italiana.
Nel 1937 fu insignito del titolo di conte e nel 1939 ricevette una laurea honoris causa in Lettere e filosofia dall'Università di Milano, per il grande interesse dimostrato negli anni in campo storico e culturale con la fondazione del Comitato lombardo della Società per la Storia del Risorgimento, di cui fu presidente dal 1929 al 1938, e dell'Associazione di cultura italo-germanica, che aveva fondato nel 1932.
Nel 1934 divenne presidente per la Società per la pubblicazione dei papiri dell'Università degli Studi di Milano, e fu anche Presidente del Museo del Teatro alla Scala. Nel 1942 istituì la Fondazione Treccani degli Alfieri, che pubblicò la Storia di Milano.
Nel 1944 venne destituito dalla carica di senatore, rientrando nel 6º gruppo di imputazione, "Senatori ritenuti responsabili di aver mantenuto il fascismo e resa possibile la guerra sia coi loro voti, sia con azioni individuali, tra cui la propaganda esercitata fuori e dentro il Senato", con sentenza di cassazione dell'8 luglio 1948.
Nel 1949 fondò As.Li.Co., Associazione Lirica e Concertistica, con lo scopo di selezionare giovani cantanti e fornire loro l'opportunità di cantare nei più prestigiosi teatri, e nel 1960 una fondazione per la Storia di Brescia.
Giovanni Treccani era il padre del pittore Ernesto Treccani.